# Fausto Socino
Fausto Paolo Socino (Siena, República de Siena, 5 de diciembre de 1539 - Lusławice, Polonia, 4 de marzo de 1604), también Faustus Socinus y originalmente Fausto Paolo Soccini, fue un reformador antitrinitario italiano.

## Biografía
Nació en el seno de una familia acomodada, lo que le permitió dedicarse íntegramente a los estudios. Influido por su tío Lelio Socino (1529-1562), desarrolló una teología racionalista basada en el rechazo de la Trinidad, que llegaría a ser conocida posteriormente como socinianismo. Desde 1580 residió en Polonia, donde llegó a ser el pensador más influyente de la Iglesia antitrinitaria de los Hermanos Polacos, de teología servetiana y anabaptista, aunque nunca llegó a ser miembro de la misma por negarse a ser bautizado de nuevo. 
Casado en 1586 con Elizabeth Morsztyn, tuvo una hija y enviudó al año siguiente. 
Tras ser asaltado en la calle y golpeado brutalmente por estudiantes católicos en 1594, su salud quedó gravemente quebrantada. Murió diez años después en Lusławice, Polonia. 
Sus obras escritas son principalmente comentarios sobre los evangelios y correspondencia. Su pensamiento teológico quedó resumido por sus seguidores en el Catecismo Racoviano (1609). La teología sociniana se considera originadora del unitarismo.

## En la cultura popular
En Cándido el optimista, de Voltaire, el autor menciona que uno de los personajes es "un hombre docto y pobre... de muy buena pasta... y lo perseguían los predicantes de Surinam porque lo tachaban de sociniano."

## Galería de imágenes

Fausto Socin
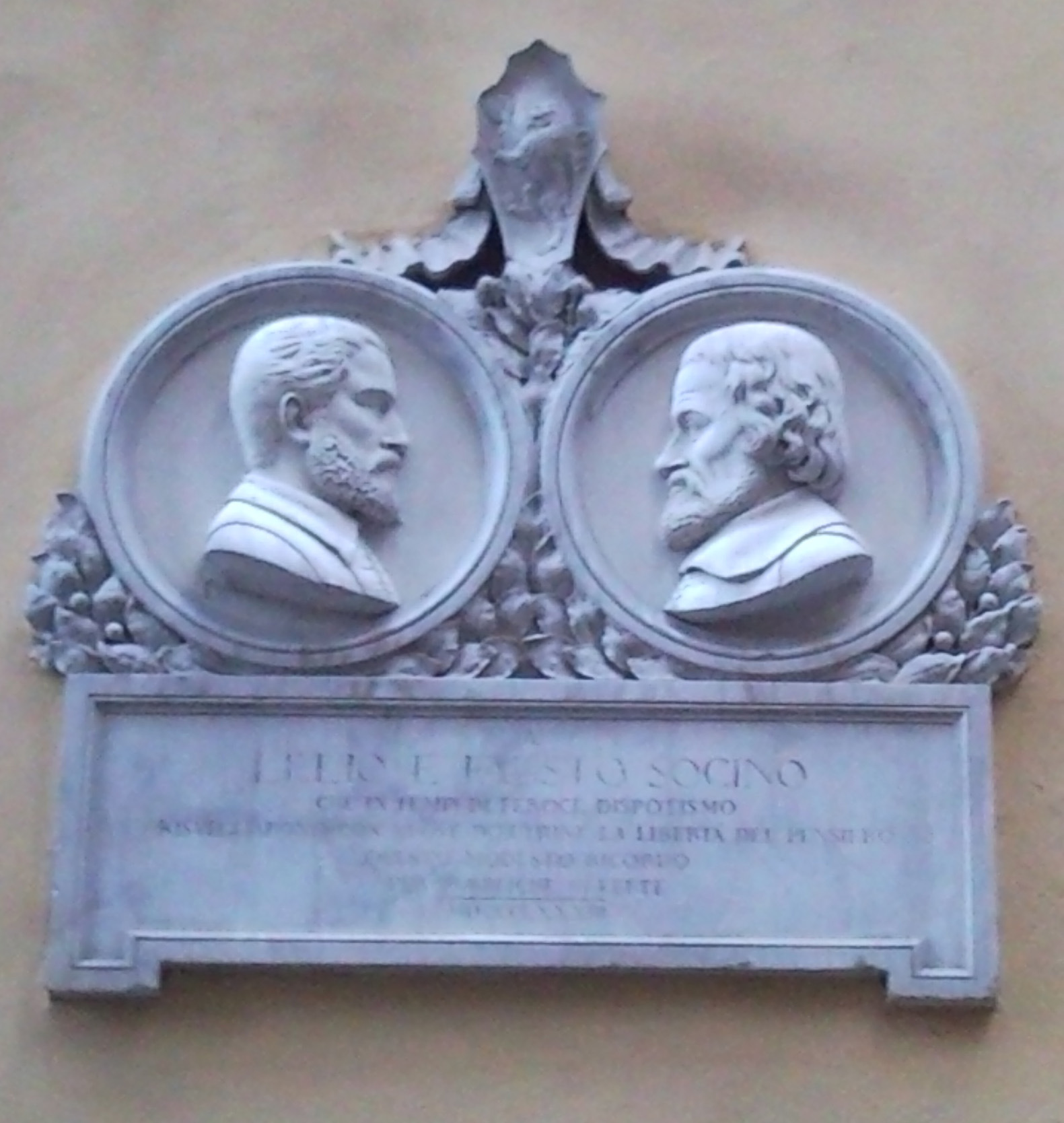
Placa en honor a Lelio y Fausto Socino en Siena.
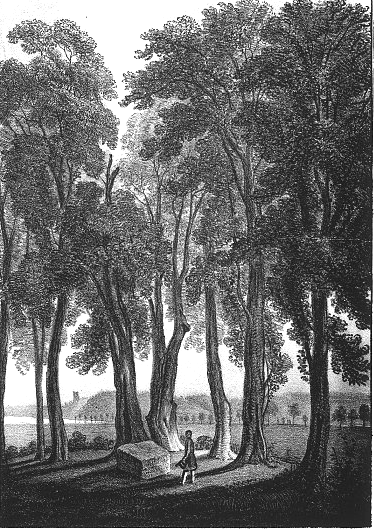
Tumba de Fausto Socino en Lusławice.
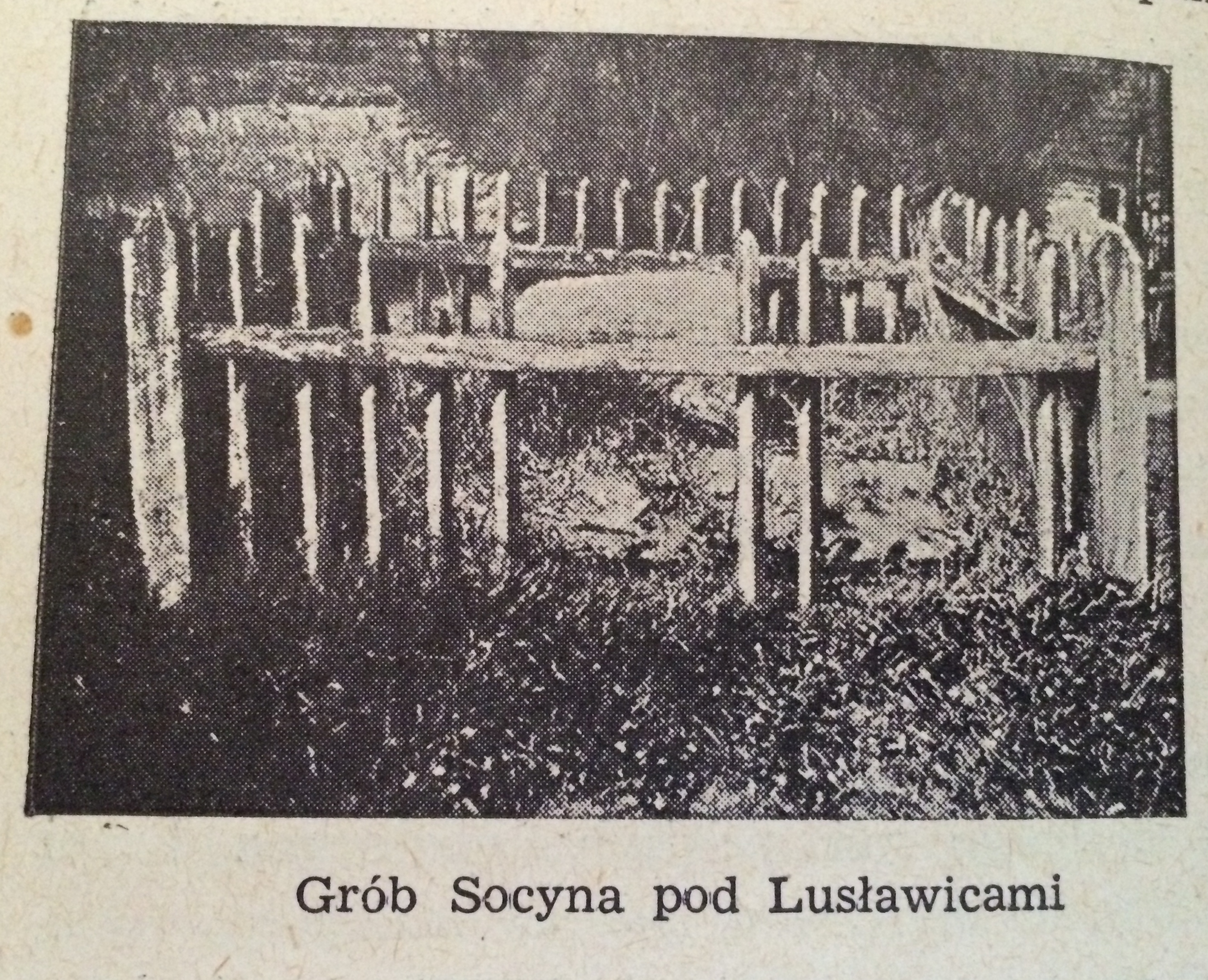
Tumba de Fausto Socino en Lusławice.
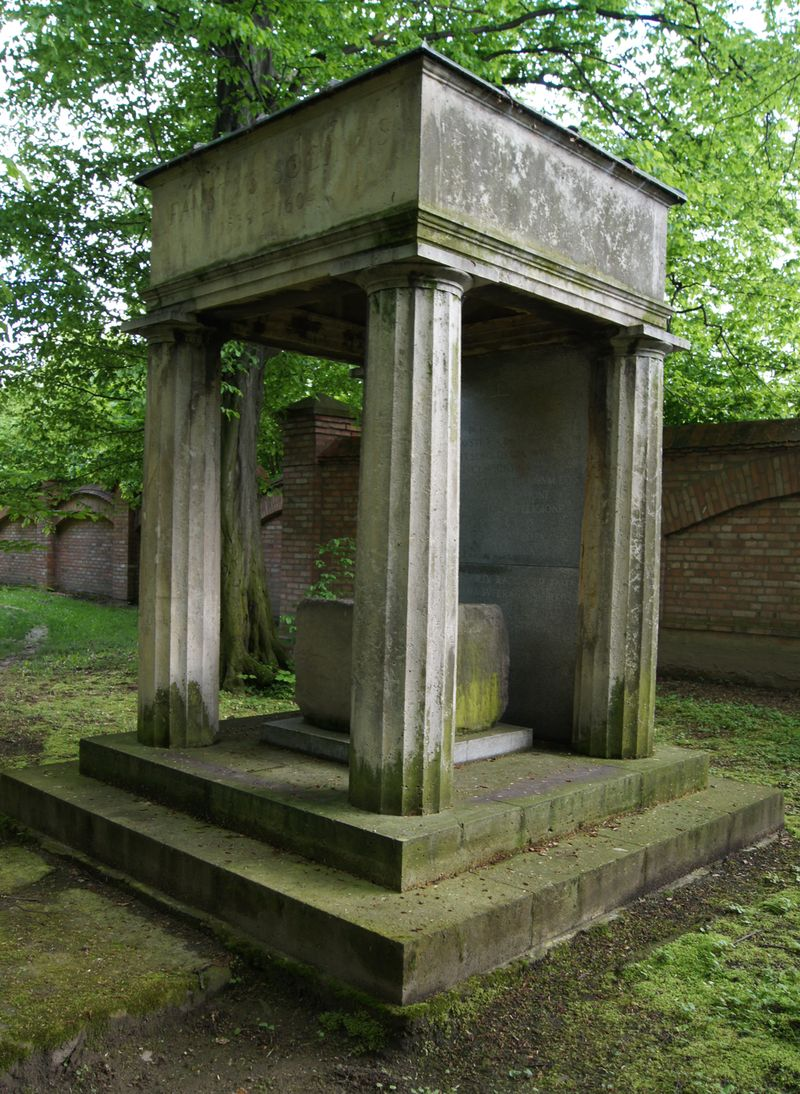
Mausoleo de Fausto Socino.
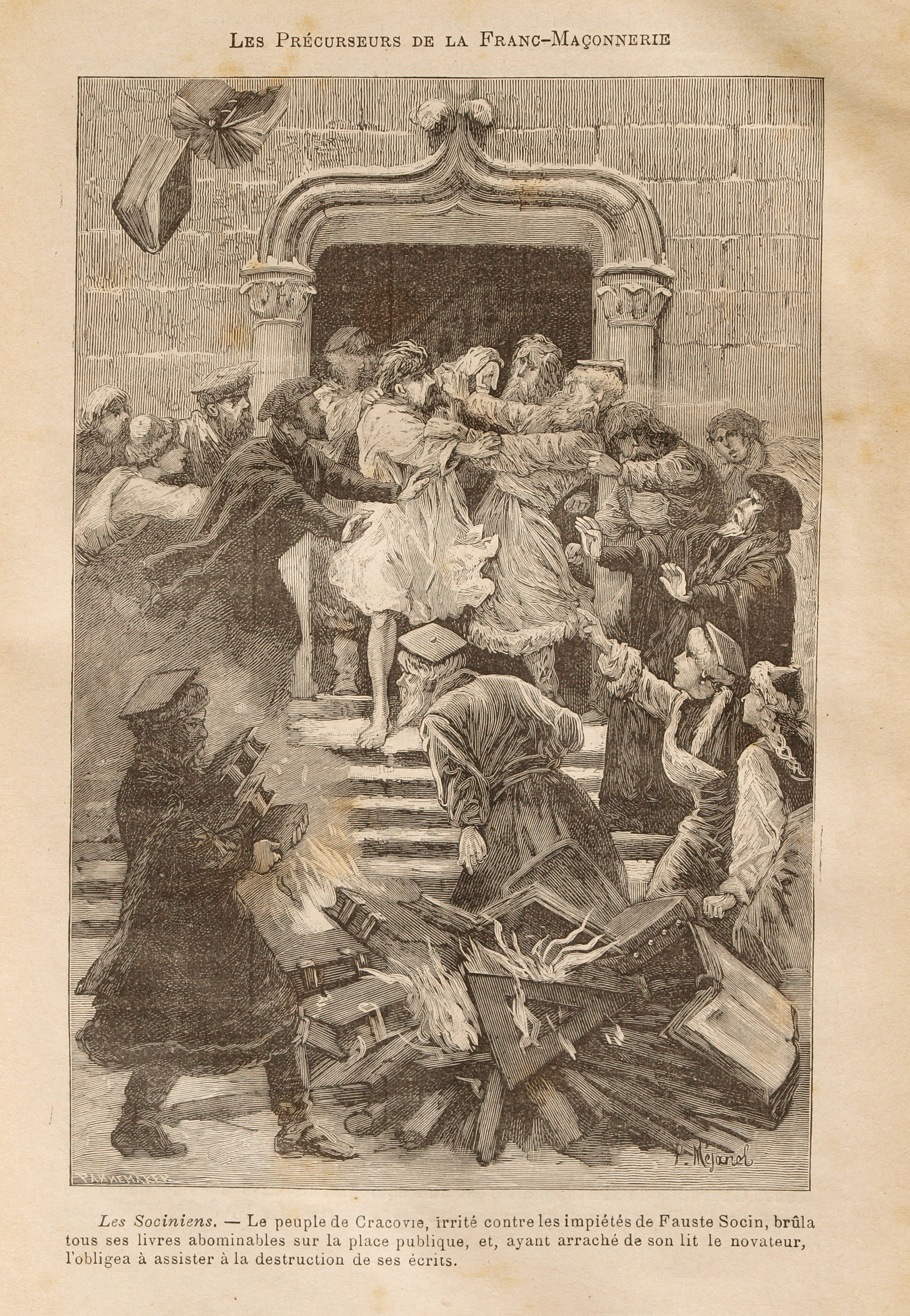
Fausto Socino forzado a asistir al auto de fe de sus libros en Cracovia, dibujo de Pierre Méjanel.